# Maryon Pittman Allen
Maryon Pittman Allen (30 de noviembre de 1925 – 23 de julio de 2018) fue una periodista y política estadounidense, reconocida por su servicio como senadora de los Estados Unidos por Alabama durante cinco meses en 1978, luego de que su esposo, el senador James B. Allen, falleciera mientras ocupaba el cargo. Una semana después de la muerte de Allen, el gobernador de Alabama George Wallace la nombró como su sucesora en el cargo, convirtiéndose así en la primera mujer en servir en el Comité Judicial del Senado. Maryon presentó su candidatura para continuar en el senado, pero perdió la posibilidad en las elecciones ante Donald Stewart.
Durante su mandato, Maryon Allen fue una de las dos únicas mujeres en el Senado. La otra, Muriel Humphrey, fue nombrada en enero de 1978 para ocupar el puesto que quedó vacante por la muerte de su esposo, Hubert Humphrey. Muriel Humphrey también dejó el Senado en noviembre de 1978, inmediatamente después de la elección de un sucesor.
Maryon Pittman Allen murió el 23 de julio de 2018, a los 92 años.